# Cousins Island
Cousins Island es un lugar designado por el censo ubicado en el condado de Cumberland en el estado estadounidense de Maine. En el Censo de 2010 tenía una población de 490 habitantes y una densidad poblacional de 95,41 personas por km².

## Geografía
Cousins Island se encuentra ubicado en las coordenadas 43°45′49″N 70°8′34″O / 43.76361, -70.14278. Según la Oficina del Censo de los Estados Unidos, Cousins Island tiene una superficie total de 5.14 km², de la cual 2.75 km² corresponden a tierra firme y (46.5%) 2.39 km² es agua.

## Demografía
Según el censo de 2010, había 490 personas residiendo en Cousins Island. La densidad de población era de 95,41 hab./km². De los 490 habitantes, Cousins Island estaba compuesto por el 97.96% blancos, el 0.41% eran afroamericanos, el 0% eran amerindios, el 0.61% eran asiáticos, el 0% eran isleños del Pacífico, el 0% eran de otras razas y el 1.02% pertenecían a dos o más razas. Del total de la población el 0.41% eran hispanos o latinos de cualquier raza.